# Club athlétique Montreuil
Pour les articles homonymes, voir CA Montreuil.
Ne pas confondre avec le Cercle athlétique de Montreuil (football), ancien club de football abrégé en CA Montreuil et disparu après son absorption en 1972 par le Paris FC.
Le Club athlétique de Montreuil (CA Montreuil) est un club omnisports français fondé par Jean Delbert en 1943, comprenant notamment une section d'athlétisme championne de France et une section d'escrime.

## Section d'athlétisme
La section athlétisme est la plus prospère de toute, avec Michel Jazy et Roger Bambuck, elle s'est offert de nombreux records et podiums mondiaux, et depuis 14 ans, elle est sur la plus haute marche du podium des championnats interclubs. Les internationaux Teddy Tamgho, Damiel Dossevi et Antoinette Nana Djimou y sont licienciés. L'actuel président, qui a succédé au fils de Jean Delbert, est Jean-Claude Lerck.